# Rozay-en-Brie
Rozay-en-Brie és un municipi francès, situat al departament de Sena i Marne i a la regió de Illa de França. L'any 2007 tenia 2.712 habitants.
Forma part del cantó de Fontenay-Trésigny, del districte de Provins i de la Comunitat de comunes de Val Briard.

## Demografia

### Població
El 2007 la població de fet de Rozay-en-Brie era de 2.712 persones. Hi havia 1.017 famílies, de les quals 271 eren unipersonals (96 homes vivint sols i 175 dones vivint soles), 299 parelles sense fills, 351 parelles amb fills i 96 famílies monoparentals amb fills.
La població ha evolucionat segons el següent gràfic:
Habitants censats

### Habitatges
El 2007 hi havia 1.169 habitatges, 1.051 eren l'habitatge principal de la família, 20 eren segones residències i 97 estaven desocupats. 759 eren cases i 400 eren apartaments. Dels 1.051 habitatges principals, 650 estaven ocupats pels seus propietaris, 348 estaven llogats i ocupats pels llogaters i 54 estaven cedits a títol gratuït; 33 tenien una cambra, 123 en tenien dues, 175 en tenien tres, 245 en tenien quatre i 475 en tenien cinc o més. 673 habitatges disposaven pel capbaix d'una plaça de pàrquing. A 502 habitatges hi havia un automòbil i a 450 n'hi havia dos o més.

### Piràmide de població
La piràmide de població per edats i sexe el 2009 era:
| Homes | Edats   | Dones |
| ----- | ------- | ----- |
| 0     | 95 o +  | 20    |
| 8     | 90 a 94 | 12    |
| 20    | 85 a 89 | 52    |
| 24    | 80 a 84 | 32    |
| 12    | 75 a 79 | 36    |
| 24    | 70 a 74 | 48    |
| 40    | 65 a 69 | 44    |
| 64    | 60 a 64 | 56    |
| 52    | 55 a 59 | 60    |
| 104   | 50 a 54 | 92    |
| 92    | 45 a 49 | 84    |
| 120   | 40 a 44 | 124   |
| 88    | 35 a 39 | 92    |
| 64    | 30 a 34 | 88    |
| 128   | 25 a 29 | 76    |
| 52    | 20 a 24 | 88    |
| 92    | 15 a 19 | 92    |
| 104   | 10 a 14 | 104   |
| 132   | 5 a 9   | 84    |
| 68    | 0 a 4   | 52    |

## Economia
El 2007 la població en edat de treballar era de 1.755 persones, 1.354 eren actives i 401 eren inactives. De les 1.354 persones actives 1.271 estaven ocupades (684 homes i 587 dones) i 84 estaven aturades (33 homes i 51 dones). De les 401 persones inactives 136 estaven jubilades, 155 estaven estudiant i 110 estaven classificades com a «altres inactius».

### Ingressos
El 2009 a Rozay-en-Brie hi havia 1.057 unitats fiscals que integraven 2.708 persones, la mediana anual d'ingressos fiscals per persona era de 20.523 €.

### Activitats econòmiques
Dels 154 establiments que hi havia el 2007, 2 eren d'empreses alimentàries, 2 d'empreses de fabricació de material elèctric, 1 d'una empresa de fabricació d'elements pel transport, 6 d'empreses de fabricació d'altres productes industrials, 20 d'empreses de construcció, 25 d'empreses de comerç i reparació d'automòbils, 7 d'empreses de transport, 11 d'empreses d'hostatgeria i restauració, 4 d'empreses d'informació i comunicació, 16 d'empreses financeres, 8 d'empreses immobiliàries, 12 d'empreses de serveis, 29 d'entitats de l'administració pública i 11 d'empreses classificades com a «altres activitats de serveis».
Dels 48 establiments de servei als particulars que hi havia el 2009, 1 era una oficina d'administració d'Hisenda pública, 1 gendarmeria, 1 oficina de correu, 5 oficines bancàries, 2 funeràries, 3 tallers de reparació d'automòbils i de material agrícola, 1 autoescola, 4 paletes, 2 guixaires pintors, 4 fusteries, 3 lampisteries, 1 electricista, 4 empreses de construcció, 2 perruqueries, 1 veterinari, 5 restaurants, 6 agències immobiliàries, 1 tintoreria i 1 saló de bellesa.
Dels 10 establiments comercials que hi havia el 2009, 1 era un hipermercat, 1 un supermercat, 1 una gran superfície de material de bricolatge, 1 una botiga de més de 120 m², 2 fleques, 1 una peixateria, 2 botigues de roba i 1 una joieria.

## Equipaments sanitaris i escolars
El 2009 hi havia 1 farmàcia i 1 ambulància.
El 2009 hi havia 1 escola maternal i 1 escola elemental. A Rozay-en-Brie hi havia 1 col·legi d'educació secundària i 1 liceu d'ensenyament general. Als col·legis d'educació secundària hi havia 665 alumnes i als liceus d'ensenyament general 801.

## Poblacions més properes
El següent diagrama mostra les poblacions més properes.